# Rhipidocephala zumpti
Rhipidocephala zumpti là một loài ruồi trong họ Asilidae. Rhipidocephala zumpti được Oldroyd miêu tả năm 1966. Loài này phân bố ở vùng nhiệt đới châu Phi.